# Космічне командування Повітряних сил США
Космічне командування Повітряних сил США (англ. Air Force Space Command) (AFSPC) — одне з 10 головних командувань Повітряних сил США, що дислокується на авіаційній базі Петерсон та відповідає за проведення військових операцій у глобальному масштабі з використанням різнорідної космічної техніки. Оперативно підпорядковується Стратегічному Командуванню ЗС США.

## Призначення
Космічне командування Повітряних сил США оперує у глобальному масштабі та виконує завдання з «гнучкої та надійної підтримки космічних та кібер можливостей в інтересах Об'єднаних сил та США в цілому».
Командування має за мету забезпечити космічну підтримку сил, що полягає у виведенні у космічний простір супутників та інших космічних апаратів за допомогою одноразових ракет-носіїв та використання їх у середньому космосі. Другим завданням є космічний контроль з метою забезпечення використання простору в інтересах дружніх сил шляхом проведення космічних операцій, які охоплюють спостереження, протидію, захист і просторовий розвідувальний аналіз даних за допомогою космічного обладнання та техніки. Третім завданням Командування є посилення сил, за рахунок забезпечення їх розвідувальними, навігаційними та погодними даними, зв'язком, попередженням про ракетну загрозу, безпосередньою підтримкою за рахунок власних сил, що маневрують у космічному просторі.
Загалом у Командуванні нараховується близько 38 000 військовослужбовців та працівників з регулярних Повітряних сил, Національної гвардії та Резерву, які служать на 88 об'єктах та інсталяціях Командування по всьому світові.
З 1 грудня 2009 року стратегічні ядерні міжконтинентальні балістичні ракети (МБР), що перебували у веденні Космічного командування, після передачі їх з Бойового командування в 1993 році, були передані у розпорядження знов створеного Командування глобальних ударів Повітряних сил

## Склад
- 14-та повітряна армія
- 24-та повітряна армія
- Центр ракетно-космічних систем
- Інтегрований мережевий центр Повітряних сил США
- Управління електромагнітного спектру Повітряних сил США

### Космічна техніка Командування
| Назва                                           | Фото         | Тип                                                             | Модифікації  | Кількість    | Прим. |              |
| Ракети-носії                                    | Ракети-носії | Ракети-носії                                                    | Ракети-носії | Ракети-носії | Ракети-носії                                                                                                 | Ракети-носії |
| ----------------------------------------------- | ------------ | --------------------------------------------------------------- | ------------ | ------------ | --- | ------------ |
| Atlas V                                         |              | одноразова ракета-носій                                         |              |              | |              |
| Delta-2                                         |              | ракета-носій                                                    |              |              | |              |
| Delta IV                                        |              | ракета-носій                                                    |              |              | Останній запуск Delta IV-M+ у військових цілях у рамках програми Wideband Global SATCOM стався 24 липня 2015 |              |
| Супутники                                       |              |                                                                 |              |              | |              |
| DSCS                                            |              | супутник зв'язку                                                |              |              | |              |
| DSP                                             |              | розвідувальний супутник                                         |              |              | |              |
| Супутники GPS                                   |              | навігаційно-обчислювальна система                               |              | 30           | |              |
| MILSTAR                                         |              | супутник зв'язку                                                |              | 5            | |              |
| DMSP                                            |              | метеорологічний супутник                                        |              |              | |              |
| MUOS                                            |              | супутник зв'язку                                                |              | 4            | |              |
| SBIRS                                           |              | супутники протиракетної оборони (система раннього попередження) |              |              | |              |
| WGS                                             |              | супутниковий зв'язок                                            |              |              | |              |
| Радари раннього попередження про ракетний напад |              |                                                                 |              |              | |              |
| AN/FPS-115                                      |              | система попередження про ракетний напад                         |              |              | Система PAVE PAWS                                                                                            |              |
| AN/FPS-108                                      |              | пасивна фазована антенна решітка                                |              |              | |              |
| AN/FPQ-16 PARCS                                 |              | пасивна фазована антенна решітка                                |              |              | |              |
| SBX-1                                           |              | активна фазована антенна решітка раннього попередження          |              |              | |              |
| BMEWS                                           |              | радари раннього попередження про пуски балістичних ракет        |              |              | |              |